# Dariush Yazdani
Dariush Yazdani est un footballeur professionnel iranien, né le 2 juin 1977 à Chiraz en Iran.